# Воропаев (Киевская область)
Воропаев (укр. Воропаїв) — село в Вышгородском районе Киевской области Украины.
Расположено на реке Десне.
Основано в 1655 году.
Население по переписи 2001 года составляло 896 человек.

## Местный совет
Село Воропаев — административный центр Воропаевского сельского совета.
Адрес местного совета: 07343, Киевская обл., Вышгородский р-н, с. Воропаев, ул. Киевская, 47.

## Галерея
- Осенняя пойма Десны возле села, 2019
- ул. Киевская возле кладбища
- Школа. Вид с тыла
- Заброшенное предприятие
- Водонапорная башня
- Братская могила советских воинов и памятник односельчанам
- Братская могила советских граждан, сожженных фашистами
- Памятный знак жертвам Голодомора